# Frank Cali
Francesco Paolo Augusto "Frank" Cali ( /'kaːli/, pronunciación en italiano: /franˈtʃesko ˈpaːolo auˈɡusto kaˈli/; 26 de marzo de 1965-13 de marzo de 2019), también conocido como "Franky Boy", fue un mafioso estadounidense y jefe en funciones de la familia criminal Gambino. Las fuerzas del orden consideraban que Cali había sido el "embajador de los Gambino ante la Mafiosos sicilianos" y lo habían relacionado con la Familia criminal Inzerillo de Palermo. Según el ayudante del fiscal federal Joseph Lipton, era "visto como un hombre influyente y poderoso por los miembros del crimen organizado en Italia". Cali fue asesinado a tiros frente a su casa en Staten Island el 13 de marzo de 2019. En el momento de su muerte, varios medios de comunicación lo describieron como el "supuesto" jefe en funciones de la familia criminal Gambino.

## Biografía
Cali nació el 26 de marzo de 1965 en la ciudad de Nueva York, sus padres eran de Palermo. Su padre tenía una tienda de artículos en Palermo y de videos en Brooklyn. Tenía tíos en la mafia: sus tíos segundos Giovanni y Vito Bonventre, vinculados a la familia Bonanno y su tío John Gambino, de la familia Gambino.

### Miembro de la familia Gambino
Cuando era joven, Cali se unió al mafioso de Gambino, Jackie D'Amico, un lugarteniente del jefe de Gambino, John Gotti. Cali fue ascendido a capodecina interino cuando D'Amico se convirtió en boss interino. Cali dirigía varias empresas de importación y exportación en Brooklyn.

### Vínculos con la Cosa Nostra
Tenía antecedentes policiales limpios en Estados Unidos pese a que ya en su corta edad tenía vínculos con los jefes perdedores de la segunda guerra de la mafia como Gaetano Badalamenti, Salvatore Inzerillo y su tío John Gambino. De hecho en los años 2000, veinte años después, apoyó el regreso de los Inzerillo a Sicilia después de que Totò Riina los obligara a huir. Tanto así que llegó a ser miembro de la propia Cosa Nostra en Sicilia.

### Condenas
En 2003, Joseph Vollaro, propietario de una empresa de camiones era extorsionado por Cali, D'Amico, Leonard DiMaria y Nicholas Corozzo y les pagó, a estos 4 últimos, miles de dólares. Pero, en 2004, para evitar la cadena perpetua por narcotráfico, se puso en contacto con las autoridades y, como consecuencia de esto: 
En febrero de 2008, Cali fue acusado de extorsión y crimen organizado en la operación Old Bridge junto con D'Amico y Domenico Cefalú. El 4 de junio siguiente, Cali se declaró culpable de conspirar para extorsionar a Vollaro. Pero en abril de 2009 fue puesto en libertad y entonces el Departamento de Justicia le exigió alejarse de su tío, John Gambino excepto en bodas o celebraciones navideñas.

### Jefe
En octubre de 2012, el reportero policial de Nueva York, Jerry Capeci, identificó a Cali como el nuevo subjefe de la familia criminal Gambino. En julio de 2013 se informó que Cali rechazó el cargo de jefe. Pero en agosto de 2015, asumió el cargo de jefe interino de la familia Gambino reemplazando al viejo Cefalú.

## Muerte
Cali recibió diez disparos frente a su casa en Staten Island siendo posteriormente atropellado por la camioneta en la que escaparon los asesinos; fue trasladado al Staten Island University Hospital donde murió. Entonces, el viejo Cefalú volvió a su puesto de jefe.
Tres días después, su presunto asesino Anthony Comello fue arrestado. En un principio, las autoridades creían que el crimen se debía a un asunto romántico, pero el abogado de Comello dijo que este supuestamente se basó en la teoría de QAnon.